# Ta'Rhonda Jones
Ta'Rhonda Jones (Chicago, 12 luglio 1988) è un'attrice e rapper statunitense, meglio nota per il ruolo di Porsha Taylor, intrapreso per la serie televisiva statunitense Empire.

## Biografia
Nata e cresciuta a Chicago, Illinois, ha un fratello e una sorella minori. Inizialmente fece il provino per Empire, con la volontà di interpretare Tiana Brown, il cui ruolo è invece stato affidato a Serayah McNeill. Nel 2015, la Jones ha ottenuto anche una piccola parte in un episodio del medical drama Chicago M.D., debuttante lo stesso anno.
Musicalmente, ha già pubblicato un singolo (Juice) affermando anche di volerne pubblicare un altro presto.

## Filmografia

### Cinema
- The Perfect Christmas Present, regia di Blair Hayes (2016)
- Surprise Me!, regia di Nancy Goodman (2017)
- Captive State, regia di Rupert Wyatt (2019)

### Televisione
- Chicago P.D. - serie TV, 1 episodio (2015)
- Empire - serie TV, 90 episodi (2015-2020)

## Discografia
Juice - Ta’Rhonda Jones (2016)